# Ксаверув (Каліський повіт)
Ксаверув (пол. Ksawerów) — село в Польщі, у гміні Козьмінек Каліського повіту Великопольського воєводства.
Населення — 166 осіб (2011).
У 1975-1998 роках село належало до Каліського воєводства.

## Демографія
Демографічна структура станом на 31 березня 2011 року:
|          | Загалом | Допрацездатний вік | Працездатний вік | Постпрацездатний вік |
| -------- | ------- | ------------------ | ---------------- | -------------------- |
| Чоловіки | 83      | 20                 | 50               | 13                   |
| Жінки    | 83      | 19                 | 46               | 18                   |
| Разом    | 166     | 39                 | 96               | 31                   |